# Axel Erik Bröms
Axel Erik Bröms, adlad Lilliestråle, född 14 maj 1709 i Pärnu, död 27 maj 1799 på  Stora Mellösa prästgård, var en svensk präst.
Han var son till superintendenten Ingemund Bröms (1669-1722) och Magdalena Elisabeth Wetzler (1685-1728) samt dotterson till överstelöjtnanten Peter Petersson Wetzler. Från 1746 var han gift med sin kusin Magdalena Dorotea von Boij (1712-1796) som var dotter till Anton von Boij (1682-1734). Paret fick tre döttrar. Han var bror till överstelöjtnanten
Lorentz Ingemund Bröms, kyrkoherden Gustaf Adolf Bröms och justitiekanslern Joakim Vilhelm Bröms.
Bröms blev student vid Uppsala universitet 1723 och prästvigdes 1738. Han blev förste bataljonspredikant vid Närkes och Värmlands regemente 1738 och regementspastor där 1742. Han var med som fältprost från 1742 och som fältprost medverkade han i de finska och pommerska krigen på 1740- och 1750-talen. Han blev filosofie magister i Greifswald 1758. Vid återkomsten till Sverige blev han prost och kyrkoherde i Stora Mellösa och Norrbyås församling i Strängnäs stift 1763 samt vice kontraktsprost i Örebro kontrakt 1768. Tillsammans med sina syskon blev han adlad 1756 för sin avlidne fars förtjänster, men i ordningen efter sin yngste bror. Han introducerades 1773 under nummer 1987. År 1796 ärvde han och hans frus döttrar Chatarina Magdalena och Ulrica Magdalena Gäddeby säteri.